# 賽馬會運算思維教育
賽馬會運算思維教育(英語：CoolThink@JC)是由香港賽馬會慈善信託基金策劃及捐助，並由香港教育大學、美國麻省理工學院及香港城市大學共同策動的計劃，旨在推行編製實證為本教材、提升教師能力及增加社會對運算思維的認受性。

## 目的
為啟發學生數碼創意，培養運用科技，「賽馬會運算思維教育」計劃聯同香港教育家及世界頂尖學者，為教師提供優質的教材、學習平台、以及專業培訓。自2016年，共培訓了來自32間小學逾110名教師，並讓超過二萬名高小學生受惠於運算思維學習課堂。隨著四年的先導計劃成功完成，第二階段計劃於2020年開展，以協助推動運算思維教育普及化為目標。
2016年，香港教育家朱子穎為由香港賽馬會與香港教育大學、美國麻省理工學院及香港城市大學共同推動，賽馬會慈善信託基金撥款二億一千六百萬港元推行的「賽馬會運算思維教育」專家小組成員及國際會議主席，推動改革小學電腦科課程，每年舉辦全港性親子活動-編程嘉年華，建立學生運算思維和電腦編程能力。

## 另見
- 香港STEAM教育
- 資訊及通訊科技教育
- 香港資訊科技教育
- 資訊科技教育卓越中心
- 教育局藝術與科技教育中心
- 朱子穎
- 香港城市大學應用程式實驗室

## 外部連結
- 官方网站
- 賽馬會運算思維教育 （页面存档备份，存于）